# アントニオ・デルガド
アントニオ・ラモン・デルガド（Antonio Ramon Delgado, 1977年1月28日 - ）は、アメリカ合衆国の弁護士、政治家であり、2022年よりニューヨーク州副知事を務めている。副知事就任以前はニューヨーク州第19選挙区選出の連邦下院議員を務めていた。彼はアップステート・ニューヨークから合衆国議会議員に選出された初のアフリカ系アメリカ人ならびにラテン系アメリカ人である。
デルガドは2018年に現職で共和党のジョン・ファソを破って下院議員に当選し、更に2020年に再選を果たした。2022年5月3日にキャシー・ホウクル知事によりデルガドがニューヨーク州副知事に任命されたことが発表され、5月25日に就任した。2022年11月の副知事選挙でホウクルと共に勝利を果たした。

## 生い立ちと政界入り前のキャリア
1977年にニューヨーク州スケネクタディでトニー・デルガド（Tony Delgado）とセルマ・P・ヒル（Thelma P. Hill）の間に生まれた。彼はアフリカ系とカーボベルデ カーボベルデ、メキシコ系、コロンビア系、ベネズエラ系の祖先がいる。デラルゴには弟のキトー（Kito）、ケンダル（Kendall）、ジュリアン（Julian）がいる。彼はスケネクタディ近郊のハミルトン・ヒルで育った。
デラルゴはノートルダム＝ビショップ・ギボンズ高等学校に通い、同校のバスケットボールチームでフォワードとしてプレーしていた。最終学年時にデルガドは『デイリー・ガゼット』誌により全地域のセカンドチームに選出された。その後はコルゲート大学に入学し、コルゲート・レイダース男子バスケットボールチームで後にゴールデンステート・ウォリアーズ選手となるアドナル・フォイルらと共にプレーした。1999年にコルゲート大学を卒業したデルガドはローズ奨学制度を得てクイーンズ・カレッジ・オックスフォードに留学し、2001年にマスターズ・オブ・アーツを取得した。2005年にデルガドはハーバード・ロー・スクールを卒業した。
ロー・スクール卒業後にデルガドはロサンゼルスに移り、音楽業界で働いた。2007年にデルガドは「AD・ザ・ヴォイス」という芸名で社会派ラップ・アルバムを発表した。その後彼は法律事務所アキン・ガンプのニューヨーク事務所で訴訟弁護士として働いた。

## 連邦下院議員

### 選挙

#### 2018年
2018年の選挙でデルガドはニューヨーク州第19選挙区のアメリカ合衆国下院議会議員に立候補した。彼は民主党の予備選挙で他の6人の候補者を破り、11月6日の本選挙で現職で共和党のジョン・ファソと対決した。
選挙運動中にデルガドはファソがアフォーダブル・ケア法に反対票を投じたことを批判した。一方でファソは議会リーダーシップ基金と全国共和党議会委員会と共にデルガドのかつてのラッパーのキャリアに対する攻撃を開始し、彼を「大都会のラッパー」と呼ぶのが常であった。『ニューヨーク・タイムズ』の社説はこの攻撃を「人種差別」であると非難した。
デルガドは本選挙でファソの12万4408票に対して13万2001票を獲得して勝利し、2019年1月3日に就任した。

#### 2020年
2020年にデルガドは2期目再選を目指して出馬した。彼は民主党予備選を無投票で突破し、弁護士でニューヨーク州ミルブルックの元評議員である共和党のカイル・ヴァン・デ・ウォーターと対決した。本選挙でデルガドはヴァン・デ・ウォーターの15万475票に対して19万2100票を獲得して勝利した。

### 活動
2021年11月時点でデルガドはジョー・バイデンの表明した立場に100%沿った投票をした。

### 委員会
- 農業委員会（英語版）
  - バイオテクノロジー・園芸・研究小委員会（英語版）
  - 商品取引・エネルギー・信用小委員会（英語版）
- 中小企業委員会（英語版）
  - 経済成長・税・資本アクセス中小企業小委員会（英語版）
- 運輸・インフラ整備委員会（英語版）
  - 高速道路・トランジットに関するアメリカ合衆国下院運輸小委員会（英語版）
  - 水資源・環境小委員会（英語版）[26]

## ニューヨーク州副知事
2022年5月3日、ブライアン・ベンジャミンの辞職に伴いニューヨーク州知事のキャシー・ホウクルはデルガドをニューヨーク州副知事に任命した。デルガドは5月25日に就任宣誓を行った。デルガドは2022年副知事選挙の民主党予備選挙に出馬した。予備選を得票率58%で勝ち抜いた彼はホウクルと共に本選に出馬した。

## 選挙戦歴
| 政党     | 政党     | 候補者               | 得票数 | 得票率 (%) |
| -------- | -------- | -------------------- | ------ | ---------- |
|          | 民主党   | アントニオ・デルガド | 8,576  | 22.1       |
|          | 民主党   | パット・ライアン     | 6,941  | 17.9       |
|          | 民主党   | ギャレス・ローズ     | 6,890  | 17.7       |
|          | 民主党   | ブライアン・フリン   | 5,245  | 13.5       |
|          | 民主党   | ジェフ・ビールズ     | 4,991  | 12.9       |
|          | 民主党   | デヴィッド・クレッグ | 4,257  | 11.0       |
|          | 民主党   | エリン・コリアー     | 1,908  | 4.9        |
| 総得票数 | 総得票数 | 総得票数             | 38,808 | 100.0      |

| 政党     | 政党                       | 候補者                           | 得票数  | 得票率 (%) |
| -------- | -------------------------- | -------------------------------- | ------- | ---------- |
|          | 民主党                     | アントニオ・デルガド             | 135,582 | 47.1       |
|          | 労働家族党                 | アントニオ・デルガド             | 9,237   | 3.2        |
|          | 女性の平等党               | アントニオ・デルガド             | 3,054   | 1.1        |
|          | 合算                       | アントニオ・デルガド             | 147,873 | 51.4       |
|          | 共和党                     | ジョン・ファソ                   | 112,304 | 39.0       |
|          | 保守党                     | ジョン・ファソ                   | 16,906  | 5.9        |
|          | 独立党                     | ジョン・ファソ                   | 3,009   | 1.0        |
|          | 改革党                     | ジョン・ファソ                   | 654     | 0.2        |
|          | 合算                       | ジョン・ファソ (現職)            | 132,873 | 46.1       |
|          | 緑の党                     | スティーヴン・グリーンフィールド | 4,313   | 1.5        |
|          | 無所属                     | ダイアン・ニール                 | 2,835   | 1.0        |
| 総得票数 | 総得票数                   | 総得票数                         | 287,894 | 100.0      |
|          | 民主党が共和党から議席奪取 |                                  |         |            |

| 政党     | 政党             | 候補者                         | 得票数  | 得票率 (%) |
| -------- | ---------------- | ------------------------------ | ------- | ---------- |
|          | 民主党           | アントニオ・デルガド           | 168,281 | 48.0       |
|          | 労働家族党       | アントニオ・デルガド           | 22,969  | 6.6        |
|          | SAM              | アントニオ・デルガド           | 850     | 0.2        |
|          | 合算             | アントニオ・デルガド (現職)    | 192,100 | 54.8       |
|          | 共和党           | カイル・ヴァン・デ・ウォーター | 151,475 | 43.2       |
|          | リバタリアン党   | ヴィクトリア・アレクサンダー   | 4,224   | 1.2        |
|          | 緑の党           | スティーヴ・グリーンフィールド | 2,799   | 0.8        |
| 総得票数 | 総得票数         | 総得票数                       | 350,598 | 100.0      |
|          | 民主党が議席維持 |                                |         |            |

| 政党       | 政党             | 候補者                                                    | 得票数     | 得票率 (%) | 増減率 (%) |
| ---------- | ---------------- | --------------------------------------------------------- | ---------- | ---------- | ---------- |
|            | 民主党           | - キャシー・ホウクル - アントニオ・デルガド               | 2,783,903  | 48.09      | -8.07      |
|            | 労働家族党       | - キャシー・ホウクル - アントニオ・デルガド               | 250,898    | 4.33       | +2.45      |
|            | 合算             | - キャシー・ホウクル (現職) - アントニオ・デルガド (現職) | 3,034,801  | 52.43      | -7.19      |
|            | 共和党           | - リー・ゼルディン - アリソン・エスポジト                 | 2,398,960  | 41.44      | +9.84      |
|            | 保守党           | - リー・ゼルディン - アリソン・エスポジト                 | 306,948    | 5.30       | +1.14      |
|            | 合算             | - リー・ゼルディン - アリソン・エスポジト                 | 2,705,908  | 46.74      | +10.53     |
| 総得票数   | 総得票数         | 総得票数                                                  | 5,750,373  | 100.0      |            |
| 投票率     | 投票率           | 投票率                                                    | 5,788,802  | 47.74      |            |
| 投票人登録 | 投票人登録       | 投票人登録                                                | 12,124,242 |            |            |
|            | 民主党が議席維持 |                                                           |            |            |            |

## 私生活
デルガドは2011年にレイシー・シュワルツと結婚した。2015年にシュワルツは異人種間に関するドキュメンタリー映画『Little White Lie』をPBSで製作した。夫婦は双子の息子をもうけており、ポキプシー北部のラインベックに住んでいる 。
デルガドの身長は6フィート4インチ (1.93 m)である。